# لوکا ماریچ
لوکا ماریچ (انگلیسی: Luka Marić؛ زادهٔ ۲۵ آوریل ۱۹۸۷) یک بازیکن فوتبال اهل کرواسی است.
وی سابقه بازی در تیم‌هایی همچون رووینی، پوموراک کوسترنا، ایسترا ۱۹۶۱، رییکا و زاویشا بیدگوشچ و پرسپولیس تهران را دارد.